# Protestas en Panamá de 2022
Las protestas en Panamá de 2022 estallaron en el mes de junio de ese año, provocadas, según los informes, por el incremento de la inflación y del costo de vida causado por el aumento del combustible a raíz del conflicto ruso-ucraniano y el supuesto mal manejo de los fondos públicos en medio de denuncias de corrupción que no han sido investigadas. La economía mundial, de la cual Panamá no escapa, ha sido gravemente afectada producto de la pandemia de coronavirus y la guerra ruso-ucraniana; en el caso particular de este país, estas protestas han empeorado aún más la situación al impactar la cadena de suministros y el movimiento de mercancías.

## Antecedentes
El Gobierno inicialmente congeló selectivamente el combustible a transportistas del transporte colectivo y selectivo a US$3.95/galón a inicios del mes de junio; posteriormente se extendió la congelación del precio a transportistas de carga agrícola. Después de esta congelación de precios, la Asamblea Nacional celebró la reelección del presidente de este órgano de estado, Crispiano Adames, la cual se unía a una larga de lista de otras denuncias de corrupción las que no ha sido investigadas por las autoridades correspondientes, como la aprobación de la reelección de la rectora de la Universidad Autónoma de Chiriquí, o el supuesto nepotismo en el manejo de la planilla de la Asamblea, entre otras.

## Desarrollo
El 18 de julio, el Vicepresidente de la República José Gabriel Carrizo, junto con el equipo de gobierno, supuestamente pactó la disminución universal del precio del combustible a 3,25 dólares estadounidenses, con una facción que estaba supuestamente negociando con éstos. El acuerdo del gobierno del Presidente de la República Laurentino Cortizo para reducir los precios del combustible fue rechazado por los sindicatos. Los manifestantes bloquearon tramos de la Carretera Panamericana, particularmente en Santiago, San Félix y Horconcitos. Posteriormente, se creó una mesa única de negociación con nueve puntos a discutir, pero la Carretera Panamericana quedó abierta de forma intermitente con su respectiva reactivación, también intermitente, de mercancías y suministros. Durante una de esas aperturas, hubo la oposición de dos individuos que fueron imputados por el Ministerio Público por apología del delito entre otros crímenes,

### Atropellamiento en Horconcitos
Durante uno de los cierres, dos manifestantes en Horconcitos fueron atropellados cuando varios camiones ignoraron dicho cierre, lo que resultó en la detención de los conductores involucrados por la Dirección Nacional de Operaciones de Tránsito de la Policía Nacional y siendo presentado ante el Ministerio Público.